# Skyggen i mit øje
Skyggen i mit øje er en dansk spillefilm fra 2021 skrevet og instrueret af Ole Bornedal. Filmen omhandler blandt andet Shellhusbombardementet udført af Royal Air Force, hvor et af flyene styrtede ned nær Den Franske Skole, hvilket forårsagede skolen blev misidentificeret som målet og også ramt.

## Omklipning af filmen
12. november 2021 blev det meddelt, at producenten Miso Film vil ændre filmen. Man ville fjerne en scene, hvor en navngiven britisk pilot beskyder et civilt køretøj. Piloten deltog i bombetogtet og døde, da hans fly styrtede ned, men scenen med beskydningen er fiktion. Miso Film besluttede at ændre scenen efter klager fra pilotens familie, som mente, at piloten blev skildret som en morder. Det er ifølge filmekspert Peter Schepelern enestående, at en film ændres efter premieren på grund af klager over skildringen af historiske personer.

## Fejl i research
Bornedal hævdede efter filmen i filmmagasinet Ekko, at der var "totalt styr" på hans research og enhver detalje i filmen. Det fik dokumentaristen Martin Sundstrøm til at undersøge en historie om et virkeligt døende barn, som Bornedal havde markedsført filmen med, og som indgår i en af filmens scener. Det viste sig, at det døende barn ikke fandtes, og Bornedal havde misforstået et gammelt interview. Han er erkendte fejlen, og havde ikke tjekket historien ordentligt.  

## Medvirkende
- Fanny Bornedal, Teresa, novice[1]
- Alex Høgh Andersen, Frederik, HIPO-nazist[5]
- Danica Curcic, Rigmors mor
- Bertram Bisgaard, Henry
- Ester Birch, Rigmor
- Ella Nilsson, Eva
- Malena Lucia Lodahl, Greta
- Alban Lendorf, Peter
- Inge Sofie Skovbo, Søster Hanna
- James Tarpey, Andy
- Malene Beltoft Olsen, Evas mor
- Mads Riisom, Rigmors far
- Joen Højerslev, Fængselsindsat
- Jens Sætter-Lassen, Fængselsindsat
- Kristian Ibler, Evas far
- Mathias Flint, Bøddel
- Maria Rossing, Henrys mor
- Patricia Schumann, Direktørinde
- Casper Kjær Jensen, Svend Nielsen
- Nicklas Søderberg Lundstrøm, Truelsen
- Rikke Louise Andersson, Frederiks mor
- Susse Wold, Priorinde
- Caspar Phillipson, Embry
- Malthe Miehe-Renard, Ambulancelæge
- Ida Procter, Jenny
- Morten Suurballe, Læge